# Чемпионат мира по настольному теннису 1979
Чемпионат мира по настольному теннису 1979 года прошёл с 25 апреля по 6 мая в Пхеньяне (КНДР).

## Медали

### Команды
| Пол     | Золото                                                                            | Серебро                                                         | Бронза                                                                             |
| ------- | --------------------------------------------------------------------------------- | --------------------------------------------------------------- | ---------------------------------------------------------------------------------- |
| Мужчины | Венгрия · Габор Гергей · Иштван Жоньер · Тибор Клампар · Тибор Крейс · Янош Такач | Китай · Го Юэхуа · Хуан Лян · Лян Гэлян · Ли Чжэньши · Лу Цивэй | Япония · Хироюки Абэ · Хидэо Гото · Масахиро Маэхара · Сэйдзи Оно · Норио Такасима |
| Женщины | Китай · Гэ Синьай · Чжан Ли · Чжан Дэин · Цао Яньхуа                              | КНДР · Хон Гильсун · Ли Сонсук · Пак Ёнъок · Пак Ёнсун          | Япония · Кайко Кавахигаси · Ёсико Симаути · Каё Сугая · Сёко Такахаси              |

### Спортсмены
| Разряд                   | Золото                          | Серебро                     | Бронза                             |
| ------------------------ | ------------------------------- | --------------------------- | ---------------------------------- |
| Мужской одиночный разряд | Сэйдзи Оно                      | Го Юэхуа                    | Лян Гэлян                          |
| Мужской одиночный разряд | Сэйдзи Оно                      | Го Юэхуа                    | Ли Чжэньши                         |
| Женский одиночный разряд | Гэ Синьай                       | Ли Сонсук                   | Тун Лин                            |
| Женский одиночный разряд | Гэ Синьай                       | Ли Сонсук                   | Чжан Дэин                          |
| Мужской парный разряд    | Антун Стипанчич Драгутин Шурбек | Иштван Жоньер Тибор Клампар | Ли Чжэньши Ван Хуэйюань            |
| Мужской парный разряд    | Антун Стипанчич Драгутин Шурбек | Иштван Жоньер Тибор Клампар | Го Юэхуа Лян Гэлян                 |
| Женский парный разряд    | Чжан Ли Чжан Дэин               | Гэ Синьай Янь Гуйли         | Ли Сонсук Ро Джонсук               |
| Женский парный разряд    | Чжан Ли Чжан Дэин               | Гэ Синьай Янь Гуйли         | Эржебет Палатинус Гордана Перкучин |
| Микст                    | Лян Шэлян Гэ Синьай             | Ли Чжэньши Янь Гуйли        | Ван Хуэйюань Чжан Дэин             |
| Микст                    | Лян Шэлян Гэ Синьай             | Ли Чжэньши Янь Гуйли        | Жак Секретен Клод Бержер           |